# Ejderdæmningen
Ejderdæmningen (på tysk Eidersperrwerk) ligger ved mundingen af Ejderen i nærheden af byen Tønning i det sydvestlige Sydslesvig. Formålet er landets beskyttelse mod stormfloder og regulering af vandstanden i Ejderen. Før oprettelsen af dæmningen påvirkede tidevandet Ejderens vandstand helt til Rendsborg. Sammen med en ligedel nyopført dige har dæmningen en længde på 4,9 km. Dæmningen formindskede dermed digelinjen ved Ejderens munding fra 60 km til nu kun 4,8 km.
Dæmningen blev indviet den 20. marts 1973 efter en byggetid på godt 5 år. Byggeomkostningerne beløb sig til cirka 87 mio. Euro (≈170 mio mark). Især lukningen af Ejderens stærke hovedstrøm Purrenstrøm (fra nordfrisisk porre ≈ hestereje) lykkedes kun med store omkostninger. Bygningen er det hidtil største tyske kystsikringsbyggeri. Baggrunden for oprettelsen må ses i enorme oversvømmelser efter stormfloden i 1962, som også nåede købstaden Tønning. Hele konstruktionen består af to separate rækker med hver fem store sluseporte, der regulerer vandgennemgangen mellem Ejderen og Nordsøen i forhold til vejr- og vandforholdene. Ved lavvande (ebbe) strømmer vandet kontrolleret fra Ejderen i Nordsøen og ved højvande tilsvarende fra Nordsøen i Ejderen. I løbet af tolv timer kan på den måde løbe op til 50 mio kubikmeter vand ind og ud af slusene . I tilfælde af stormflod lukkes sluseportene, der har en længde på hver 40 meter og løftes og sænkes ved hjælp af oliehydraulik. Ved siden af sluseportene befinder sig en cirka 75 meter lang og 14 meter bred skibsfartssluse (kammersluse) med en klapbro, hvormed mindre skibe sluses igennem dæmningen. Mellem portene fører en tosporet vej, der forbinder den nordfrisiske halvø Ejdersted med den sydpå liggende Ditmarsken. En del af vejen er integreret i en 236 meter lang biltunnel. Hele bygningen hviler på et fundament af cirka 600 pæle af stål og beton, der blev drevet mere end 20 meter ned i undergrunden. Som følge af nye strømningsforhold opstod få år efter indvielsen et hul foran dæmningen, som måtte opfyldes med cirka 20.000 sandsække i 1980-tallet .
I forbindelse med Ejderdæmningens oprettelse blev der inddiget cika 1.200 ha forland, der kom til at hedde Kating Vad efter den nærliggende ejderstedske landsby Kating. Cirka 350 ha blev udlagt som agerjord. Et lignende areal er tilplantet som den største sammenhængende blandingsskov i Nordfrisland. På resten af arealet opførtes et stort fuglebeskyttelsesområde. I naturcentret Kating Vad kan ses en udstilling om områdets dyre- og planteliv.
Ved Ejderdæmningen spiller slutscenen af Wim Wenders film Den amerikanske ven fra 1977.

## Galleri
- Sluseportene ved Ejderdæmningen
- Kammersluse med åben klapbro
- Ejderdæmningens kontroltårn
- Kørebane på Ejder-dæmningen (set fra syd)

## Eksterne links
- Wikimedia Commons har flere filer relateret til Ejderdæmningen
- Tysklands skibsfartsforvaltning om Ejderdæmningen Arkiveret 4. maj 2015 hos  Wayback Machine (tysk)